# 万五郎古墳
万五郎古墳（まんごろうこふん、梨ノ木1号墳）は、新潟県妙高市梨ノ木にある古墳。形状は円墳。梨ノ木古墳群を構成する古墳の1つ。妙高市指定史跡に指定されている。

## 概要
新潟県南西部、矢代川が形成する扇状地に築造された古墳である。周辺では10基以上の古墳が分布したが、本古墳以外は現在までに消滅している。これまでに墳丘は削平されているほか、1975年（昭和50年）に発見され、発掘調査が実施されている。
墳形は円形で、直径16メートルを測る。埋葬施設は横穴式石室で、南方向に開口する。石室は長さ約7メートル・幅約1.7メートルを測る。石室の石材は矢代川から運ばれたもので、新潟県内では最大級となる1-1.5トンの巨石が使用される。石室内の副葬品としては、碧玉製管玉のほか須恵器・土師器の高坏が検出されている。また石室正面の前庭部では建物遺構・門状遺構の掘立柱跡が検出されており、墓前堂や鳥居を連想するような施設を伴う点で全国でも珍しい例になる。築造時期は古墳時代後期の6世紀代と推定される。
古墳域は1978年（昭和53年）に旧新井市指定史跡（現在は妙高市指定史跡）に指定された。現在では史跡整備のうえで公開されている。

## 遺跡歴
- 明治末期、発掘。直刀・耳環の発見[2]。
- 1975年（昭和50年）、県営圃場整備事業の際に発見。発掘調査（新井市教育委員会、1976年に報告書刊行）[1]。
- 1978年（昭和53年）9月25日、旧新井市指定史跡に指定（現在は妙高市指定史跡）[3]。

## 文化財

### 妙高市指定文化財
- 史跡
  - 万五郎古墳 - 1978年（昭和53年）9月25日指定[3]。

## 関連文献
（記事執筆に使用していない関連文献）
- 『梨ノ木古墳群万五郎（第1号）古墳発掘調査報告書』新井市教育委員会、1976年。